# آب‌انبار اردشیری
آب‌انبار اردشیری مربوط به دوره دوره معاصر دوره پهلوی است و در اردکان، کشتزارهای عصمت واقع شده و این اثر در تاریخ ۱۵ دی ۱۳۸۷ با شمارهٔ ثبت ۲۴۳۵۷ به‌عنوان یکی از آثار ملی ایران به ثبت رسیده‌است.